# Cornu de Sus (Dumbrava), Prahova
Cornu de Sus este un sat în comuna Dumbrava din județul Prahova, Muntenia, România.
Vechea denumire a localității era Cornurile de Sus.
Istoricul așezării este legat de acela al satului Cornu de Jos, cu care forma în trecut comuna Cornurile.Este semnalat ca sat component al Comunei Cornurile și în perioada interbelică.Abia după război, prin HCM 1116/1968, satul trece în componența comunei Dumbrava, situație în care se menține și astăzi.